# Basilia dunni
Basilia dunni är en tvåvingeart som beskrevs av Charles Howard Curran 1935. Basilia dunni ingår i släktet Basilia och familjen lusflugor.
Artens utbredningsområde är Panama. Inga underarter finns listade i Catalogue of Life.